# كارينيو
بلدية كارينيو (بالإسبانية: Carreño) هي بلدية تقع في منطقة أستورياس شمال غرب إسبانيا.

## الديموغرافيا
بلغ عدد سكان بلدية كارينيو 10.963 نسمة عام 2011 (وفقاً للمعهد الوطني للإحصاء الإسباني).
| 10.533 | 10.610 | 10.527 | 10.716 | 10.826 | 10.936 | 10.963 |

## أعلام
- إنريكي رودريغيز
- ألبرتو فرنانديز فرنانديز
- خوليو ألبرتو مورينو